# Achanta

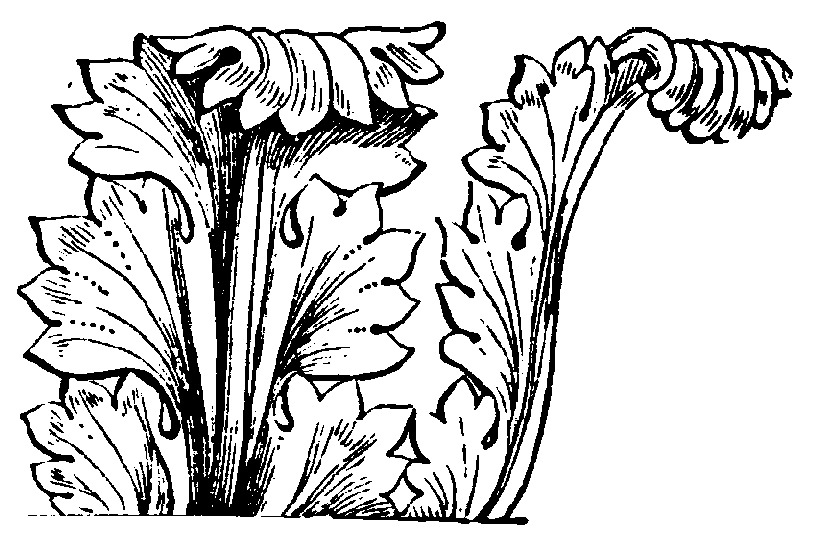
Akantusblad avbildade i Nordisk familjebok

Achanta eller Akantha är en nymf i grekisk mytologi.
Achanta åtråddes av guden Apollon. När han försökte våldta henne rev hon honom och blev därför förvandlad till det träd som nu bär hennes namn: Akantusträdet.